# Dichteoperator
Der Dichteoperator (auch statistischer Operator) ist ein linearer Operator, der den Zustand eines Ensembles von physikalischen Systemen, in der Quantenmechanik auch den Zustand nur eines einzigen Systems beschreibt. Diese Beschreibung ist in physikalischer Hinsicht vollständig. Das heißt, mit Hilfe des Dichteoperators lässt sich für jede am System bzw. Ensemble mögliche Messung der Erwartungswert vorhersagen. Befindet sich das System in einem Zustandsgemisch, gibt der Dichteoperator insbesondere an, mit welcher Wahrscheinlichkeit sich ein aus dem Ensemble herausgegriffenes System in einem bestimmten reinen Zustand befindet. Wird der Operator (mit Bezug auf eine Basis) als Matrix dargestellt, so spricht man von der Dichtematrix (bzw. der statistischen Matrix); diese wird in der Quantenstatistik viel verwendet.
Der Dichteoperator wurde ursprünglich im Rahmen der klassischen Physik von George Gabriel Stokes für den Polarisationszustand eines Lichtstrahls entwickelt (Stokes-Parameter). In die Quantenmechanik wurde er 1927 von Lew Landau und John von Neumann eingeführt und dann ausführlich von Paul Dirac in Principles of Quantum Mechanics (1930) und von John von Neumann in Mathematische Grundlagen der Quantenmechanik (1932) dargestellt.

## Konstruktion

### Dichteoperator für einen reinen quantenmechanischen Zustand
Für einen reinen Zustand mit (normiertem) Zustandsvektor {\displaystyle |\psi \rangle } heißt der Dichteoperator (als dyadisches Produkt in Bra-Ket-Schreibweise)
{\displaystyle {\hat {\rho }}=\left|\psi \right\rangle \left\langle \psi \right|}.
Dieser Operator bleibt ungeändert, wenn man denselben Zustand durch einen Zustandsvektor {\displaystyle \mathrm {e} ^{\mathrm {i} \varphi }|\psi \rangle } beschrieben hätte. Daher besteht, anders als beim Zustandsvektor, eine in beiden Richtungen eindeutige Zuordnung zwischen dem physikalischen Zustand und seinem Dichteoperator.
Dieser Operator ist ein Projektionsoperator {\displaystyle {\hat {\rho }}={\hat {\mathbb {P} }}_{\psi }}, denn angewendet auf einen beliebigen Zustandsvektor {\displaystyle |\phi \rangle }, projiziert er diesen auf den durch {\displaystyle |\psi \rangle } bestimmten 1-dimensionalen Unterraum des Hilbertraums:
{\displaystyle {\hat {\rho }}|\phi \rangle =\left|\psi \right\rangle \left\langle \psi \right|\phi \rangle },
wobei der Zahlenfaktor {\displaystyle \langle \psi |\phi \rangle } das Skalarprodukt beider Vektoren ist. {\displaystyle {\hat {\rho }}} ist hermitesch und idempotent (d. h. {\displaystyle {\hat {\rho }}^{2}={\hat {\rho }}}). Seine Eigenwerte sind 1 (für den ket-Vektor des reinen Zustands und alle seine Vielfachen) und Null (für alle dazu orthogonalen Vektoren).
Für einen kohärenten, also reinen Überlagerungszustand
{\displaystyle |\Psi \rangle =\alpha |\psi \rangle +\beta |\phi \rangle }
lässt sich der Dichteoperator {\displaystyle {\hat {\rho }}=\left|\Psi \right\rangle \left\langle \Psi \right|} durch die beiden überlagerten Zustände ausdrücken (mit der komplexen Konjugation und {\displaystyle x^{*}x=|x|^{2}}):
{\displaystyle {\begin{aligned}{\hat {\rho }}&=\left|\Psi \right\rangle \left\langle \Psi \right|\\&=\left(\alpha |\psi \rangle +\beta |\phi \rangle \right)\left(\alpha ^{*}\langle \psi |+\beta ^{*}\langle \phi |\right)\\&=|\alpha |^{2}|\psi \rangle \langle \psi |+\alpha \beta ^{*}|\psi \rangle \langle \phi |+\alpha ^{*}\beta |\phi \rangle \langle \psi |+|\beta |^{2}|\phi \rangle \langle \phi |\end{aligned}}}.
Wenn {\displaystyle |\psi \rangle } und {\displaystyle |\phi \rangle } orthogonal sind und als Basisvektoren genommen werden, dann ist {\displaystyle {\hat {\rho }}} durch die Matrix
{\displaystyle {\hat {\rho }}={\begin{pmatrix}|\alpha |^{2}&\alpha \beta ^{*}\\\alpha ^{*}\beta &|\beta |^{2}\end{pmatrix}}}
dargestellt. Dass die Überlagerung in Form einer Linearkombination eine kohärente Überlagerung ist, drückt sich in den Nichtdiagonalelementen aus. Diese ändern sich, wenn man die Koeffizienten {\displaystyle \alpha ,\ \beta } mit verschiedenen Phasenfaktoren {\displaystyle \mathrm {e} ^{\mathrm {i} \varphi _{1,2}}} multipliziert, so dass sich ihre relative Phase ändert. Auch der Überlagerungszustand wird dann ein anderer, obwohl die Anteile {\displaystyle |\alpha |^{2},\ |\beta |^{2}} der beiden Basiszustände gleich bleiben.
Dieselben nichtdiagonalen Matrixelemente machen auch den Erwartungswert eines beliebigen Operators {\displaystyle {\hat {O}}} und damit alle Messergebnisse von der relativen Phase abhängig:
{\displaystyle \left\langle \Psi \right|{\hat {O}}\left|\Psi \right\rangle =|\alpha |^{2}\left\langle \psi \right|{\hat {O}}\left|\psi \right\rangle +|\beta |^{2}\left\langle \phi \right|{\hat {O}}\left|\phi \right\rangle +\alpha ^{*}\beta \left\langle \psi \right|{\hat {O}}\left|\phi \right\rangle +\alpha \beta ^{*}\left\langle \phi \right|{\hat {O}}\left|\psi \right\rangle }.
Die nichtdiagonalen Matrixelemente bilden dort die Interferenzterme.

### Dichteoperator für ein Zustandsgemisch
Ein Ensemble gleicher Systeme, die sich in verschiedenen reinen Zuständen {\displaystyle |\psi _{i}\rangle \ \ (i=1,2,\ldots )} befinden, ist ein Zustandsgemisch. Es wird durch einen Dichteoperator
{\displaystyle {\hat {\rho }}=\sum _{i}p_{i}\;{\hat {\mathbb {P} }}_{\psi _{i}}}
beschrieben. In Bra-Ket-Schreibweise:
{\displaystyle {\hat {\rho }}=\sum _{i}p_{i}\left|\psi _{i}\right\rangle \left\langle \psi _{i}\right|\quad (1)}.
Die Gewichte {\displaystyle p_{i}} sind reelle Zahlen mit {\displaystyle 0\leq p_{i}\leq 1} und {\displaystyle \sum _{i}p_{i}=1}. Als reelle Linearkombination von hermiteschen Projektionsoperatoren ist auch der Dichteoperator hermitesch.
Die komplexen Phasen der Zustände   {\displaystyle |\psi _{i}\rangle } haben keinen Einfluss auf den Dichteoperator. Dementsprechend ist für einen beliebigen Operator {\displaystyle {\hat {O}}} der Erwartungswert
die Summe der Erwartungswerte für die einzelnen Zustände, jeweils gewichtet mit der relativen Häufigkeit bei der Präparation des Gemischs.
{\displaystyle \left\langle {\hat {O}}\right\rangle =\sum _{i}p_{i}\;\left\langle \psi _{i}\right|{\hat {O}}\left|\psi _{i}\right\rangle \ .}
Die reinen Zustände sind inkohärent überlagert, es gibt keine Interferenzterme zwischen den verschiedenen überlagerten Zuständen.
Für das folgende wird angenommen, dass die Zustände {\displaystyle |\psi _{i}\rangle } orthogonal sind. Dann ist Gleichung (1) die Spektraldarstellung des Dichteoperators, die {\displaystyle |\psi _{i}\rangle } sind seine Eigenzustände und die  {\displaystyle p_{i}} die Eigenwerte dazu.
Dann ist {\displaystyle p_{i}} die Wahrscheinlichkeit dafür, dass bei einer Messung ein einzelnes System im Zustand {\displaystyle |\psi _{i}\rangle } gefunden wird. Denn der Operator für diese Messung ist {\displaystyle {\hat {O}}_{i}=\left|\psi _{i}\right\rangle \left\langle \psi _{i}\right|} und der Erwartungswert {\displaystyle \left\langle {\hat {O}}_{i}\right\rangle =\sum _{i'}p_{i'}\;\langle \psi _{i'}|\psi _{i}\rangle \;\langle \psi _{i}|\psi _{i'}\rangle \ =\sum _{i'}p_{i'}\delta _{ii'}=p_{i}}.
In der Basis seiner Eigenzustände hat der Dichteoperator eine Diagonalmatrix mit den Gewichten  {\displaystyle p_{i}} auf der Hauptdiagonale. Weil für alle {\displaystyle p_{i}^{2}\leq p_{i}} gilt, ist {\displaystyle {\hat {\rho }}^{2}\leq {\hat {\rho }}}, wobei das Gleichheitszeichen nur dann gilt, wenn genau ein {\displaystyle p_{i}=1} und alle anderen {\displaystyle p_{i'}=0}, wenn also ein reiner Zustand vorliegt.
Sind alle {\displaystyle p_{i}} einander gleich, gilt wegen der Normierung {\displaystyle p_{i}={\tfrac {1}{N}}} mit {\displaystyle N} als der Anzahl verschiedener Zustände, die zusammengemischt wurden und eine Basis des betreffenden Teilraums des Zustandsraums des Systems bilden. In diesem Fall der vollständigen Entartung ist die Dichtematrix das {\displaystyle {\tfrac {1}{N}}}-Fache der Einheitsmatrix, so dass ein Zustandsgemisch aus anderen Basiszuständen dieses Teilraums die gleiche Dichtematrix haben und daher physikalisch dasselbe Zustandsgemisch beschreiben würde. Es ist daher in seinem solchen Gemisch unmöglich zu ermitteln, aus welchen Basiszuständen das Gemisch zusammengesetzt ist.
Wurde zum Beispiel ein Gemisch nur aus zwei Basiszuständen {\displaystyle |\psi _{1}\rangle } und {\displaystyle |\psi _{2}\rangle } zusammengesetzt, so ist der Dichteoperator im Allgemeinen
{\displaystyle {\hat {\rho }}=p_{1}\;{\hat {\mathbb {P} }}_{\psi _{1}}+p_{2}\;{\hat {\mathbb {P} }}_{\psi _{2}}\ .}
{\displaystyle p_{1,2}} mit {\displaystyle p_{1}+p_{2}=1} sind dabei die Gewichte oder relativen Häufigkeiten.
Die Dichtematrix dieses Zustandsgemischs ist durch die Diagonalmatrix
{\displaystyle {\hat {\rho }}={\begin{pmatrix}p_{1}&0\\0&p_{2}\end{pmatrix}}}
gegeben. Die inkohärente Überlagerung von Systemen drückt sich im Verschwinden der Nichtdiagonalelemente aus, wenn (wie hier) die Systeme jeweils einen der Basiszustände besetzen. In einer anderen Basis, deren Zustände dann kohärente Überlagerungen der ursprünglichen Basiszustände sind, hat derselbe Dichteoperator im Allgemeinen auch Elemente außerhalb der Hauptdiagonale. Ausgenommen ist nur der Fall vollständiger Entartung, bei dem alle Basiszustände mit gleicher Häufigkeit vertreten sind.
Im entgegengesetzten Fall sind alle Gewichte {\displaystyle p_{i}} voneinander verschieden. Dann liegen die Eigenzustände eindeutig fest, und es lässt sich (prinzipiell) durch Messungen eindeutig erkennen, welche Basiszustände nach Gleichung (1) das Zustandsgemisch bilden. Dann ist auch die aus der klassischen Physik geläufige Vorstellung zulässig, dass ein aus dem Ensemble herausgegriffenes Objekt mit Sicherheit genau einen dieser Basiszustände einnimmt und nicht etwa in einem Zustand ihrer kohärenten Überlagerung ist. Insofern verhält sich ein solches Zustandsgemisch wie ein Gemisch vieler gleicher Systeme in der alltäglichen Anschauung oder der klassischen Physik. Allerdings muss man in der Quantenmechanik oft auch ein einzelnes System als Zustandsgemisch beschreiben. Dies ist z. B. notwendig, wenn ein System isoliert betrachtet werden soll, nachdem es mit einem anderen System in Wechselwirkung war und das aus beiden Systemen zusammengesetzte Gesamtsystem dabei in einen reinen, aber verschränkten Zustand übergegangen ist. Dieser Fall tritt bei jeder quantenmechanischen Messung ein.

### Dichteoperator für ein kanonisches Ensemble
Der Dichteoperator für das kanonische Ensemble ist:
{\displaystyle {\hat {\rho }}={\frac {\mathrm {e} ^{-\beta {\hat {H}}}}{\rm {{Spur}\{e^{-\beta {\hat {H}}}\}}}}.}
In der Eigenbasis des Hamiltonoperators nimmt {\displaystyle {\hat {\rho }}} die Form (1) an. Analog erhält man für den Dichteoperator des großkanonischen Ensembles
{\displaystyle {\hat {\rho }}={\frac {\mathrm {e} ^{-\beta ({\hat {H}}-\mu {\hat {N}})}}{\rm {{Spur}\{\mathrm {e} ^{-\beta ({\hat {H}}-\mu {\hat {N}})}\}}}}.}

### Zustandsgemisch bei einem einzelnen System
Ein Zustandsgemisch liegt auch bei nur einem einzigen System vor, wenn es vor einer Messung mit einem zweiten System zu einem Gesamtsystem verschränkt war, so dass bestimmte reine Zustände des ersten Systems mit bestimmten reinen Zuständen des zweiten Systems vollständig korreliert waren. Wenn dann durch diese Messung, die gar nicht auf das erste System einwirkt, der Zustand des zweiten Systems zu einem bestimmten reinen Zustand reduziert wurde, der nicht als solcher zu den korrelierten Zuständen gehört hatte, muss anschließend das erste System als Zustandsgemisch behandelt werden.
Dieser Fall ist häufig, zum Beispiel wenn ein Atom ein anderes stößt, dabei mit gewisser Wahrscheinlichkeit eine Anregung verursacht und dann unter einem bestimmten Ablenkwinkel auf einen Detektor trifft. Das getroffene Atom befindet sich danach in einem Zustandsgemisch in Form einer inkohärenten Überlagerung von angeregtem Zustand und Grundzustand. Wenn man durch eine Messung am getroffenen Atom die Richtung seines Rückstoßes festgestellt hätte, würde sich umgekehrt das stoßende Atom nun in einem Zustandsgemisch befinden, gebildet aus einer inkohärenten Überlagerung der gestreuten Wellen verschiedener Energie.
Zur weiteren Beschreibung des einen Teilsystems benutzt man den Reduzierten Dichteoperator, der sich aus dem vollen Dichteoperator des ursprünglichen Gesamtsystems durch partielle Spurbildung über das andere Teilsystem ergibt und danach keine Informationen über dieses mehr enthält. Diese durch Verschränkung vermittelte Veränderung des Zustands eines Systems, ohne dass es Objekt einer physikalischen Einwirkung geworden wäre, stellt einen der Aspekte der Quantenphysik dar, die für die Anschauung am schwierigsten sind (siehe z. B. Schrödingers Katze, Quantenverschränkung, EPR-Paradoxon, Quantenradierer).

## Messwerte
Für jeden einzelnen Bestandteil {\displaystyle |\psi _{i}\rangle } des Zustandsgemischs ist der Mittelwert der Messergebnisse einer physikalischen Größe {\displaystyle A} gegeben durch den Erwartungswert
{\displaystyle \langle A\rangle _{\psi _{i}}=\langle \psi _{i}|{\hat {A}}|\psi _{i}\rangle \ .}
Darin ist {\displaystyle {\hat {A}}} der zu {\displaystyle A} gehörige Operator (s. Quantenmechanik, Observable).
Da das Ensemble ein Gemisch von Systemen in den verschiedenen beteiligten Zuständen {\displaystyle |\psi _{i}\rangle } ist, ist der Mittelwert aller Messungen an den einzelnen Systemen die gewichtete Summe der einzelnen Erwartungswerte:
{\displaystyle \langle A\rangle _{\hat {\rho }}=\sum _{i}\;p_{i}\;\langle \psi _{i}|{\hat {A}}|\psi _{i}\rangle \ .}
Dies ist gleich der Spur
{\displaystyle \langle A\rangle _{\hat {\rho }}=\operatorname {Tr} ({\hat {\rho }}{\hat {A}})\ ,}
wie man mit Hilfe eines vollständigen Systems von orthonormierten Basisvektoren {\displaystyle |\varphi _{k}\rangle } sehen kann: Wegen
{\displaystyle {\hat {1}}=\sum _{k}|\varphi _{k}\rangle \langle \varphi _{k}|} (Einheitsoperator) ist
{\displaystyle {\begin{aligned}\langle A\rangle _{\hat {\rho }}&=\sum _{i}\;p_{i}\;\langle \psi _{i}|{\hat {A}}\cdot {\hat {1}}|\psi _{i}\rangle =\sum _{i,k}\;p_{i}\;\langle \psi _{i}|{\hat {A}}|\varphi _{k}\rangle \cdot \langle \varphi _{k}|\psi _{i}\rangle \\&=\sum _{k}\langle \varphi _{k}|\;\left(\sum _{i}|\psi _{i}\rangle p_{i}\langle \psi _{i}|{\hat {A}}\right)\;|\varphi _{k}\rangle =\sum _{k}\langle \varphi _{k}|\;{\hat {\rho }}{\hat {A}}\;|\varphi _{k}\rangle =\operatorname {Tr} ({\hat {\rho }}{\hat {A}})\ .\end{aligned}}}
Sind die {\displaystyle |\varphi _{k}\rangle } gerade die Eigenzustände zur Observable {\displaystyle A} (d. h. {\displaystyle {\hat {A}}|\varphi _{k}\rangle =a_{k}|\varphi _{k}\rangle } mit den Eigenwerten {\displaystyle a_{k}}), dann gilt weiter
{\displaystyle {\begin{aligned}\langle A\rangle _{\hat {\rho }}&=\sum _{i,k}\;p_{i}\;\langle \psi _{i}|a_{k}|\varphi _{k}\rangle \cdot \langle \varphi _{k}|\psi _{i}\rangle =\sum _{k}a_{k}\left(\sum _{i}p_{i}\;\langle \varphi _{k}|\psi _{i}\rangle \;\langle \psi _{i}|\varphi _{k}\rangle \right)\\&=\sum _{k}a_{k}\left(\sum _{i}p_{i}\;|\langle \varphi _{k}|\psi _{i}\rangle |^{2}\right)\;=\sum _{k}a_{k}P_{k}\ .\end{aligned}}}
Darin ist {\displaystyle P_{k}=\sum _{i}p_{i}\;|\langle \varphi _{k}|\psi _{i}\rangle |^{2}\ } das über das Ensemble gewichtete Mittel für die Wahrscheinlichkeit, ein herausgegriffenes System im Eigenzustand {\displaystyle |\varphi _{k}\rangle } anzutreffen. {\displaystyle P_{k}} ist also auch die Wahrscheinlichkeit, bei einer einzelnen Messung den Eigenwert {\displaystyle a_{k}} als Ergebnis zu erhalten. Charakteristisch ist, dass {\displaystyle P_{k}} durch eine inkohärente Summe gegeben wird, die von den relativen Phasen der am Ensemble beteiligten Zustände {\displaystyle |\psi _{i}\rangle } unabhängig ist.
Umgekehrt lässt sich der Operator {\displaystyle {\hat {A}}} durch die aus seinen Eigenwerten {\displaystyle a_{k}} und den Dichteoperatoren der Eigenzustände {\displaystyle {\hat {P}}_{\varphi _{k}}=|\varphi _{k}\rangle \langle \varphi _{k}|} gebildete Summe darstellen:
{\displaystyle {\hat {A}}=\sum _{k}a_{k}\;{\hat {P}}_{\varphi _{k}}\ .}

## Beispiel: Dichteoperator und Dichtematrix für Elektronen-Polarisation
Die Dichtematrix ist die Matrix, mit der der Operator {\displaystyle {\hat {\rho }}} in Bezug auf eine orthonormierte Basis {\displaystyle |\varphi _{k}\rangle } dargestellt werden kann:
{\displaystyle \rho _{mn}=\langle \varphi _{m}|{\hat {\rho }}|\varphi _{n}\rangle .}

### Basiszustände
Im Folgenden bezeichnet das Zeichen „{\displaystyle \doteq }“, dass ein Bra, Ket oder ein Operator bezüglich einer Basis dargestellt wird (vergleiche auch Bra-Ket#Darstellung).
Die Zustände „Spin auf“ (bezgl. z-Achse) {\displaystyle \left|{\uparrow }\right\rangle {\mathrel {\doteq }}{\bigl (}{\begin{smallmatrix}1\\0\end{smallmatrix}}{\bigr )}}
und „Spin ab“ {\displaystyle \left|{\downarrow }\right\rangle \doteq {\bigl (}{\begin{smallmatrix}0\\1\end{smallmatrix}}{\bigr )}}
werden als ket-Vektoren durch Spalten dargestellt. Die zugehörigen bra-Vektoren sind dann Zeilenvektoren: {\displaystyle \left\langle {\uparrow }\right|\doteq (1\ 0)} bzw. {\displaystyle \left\langle {\downarrow }\right|\doteq (0\ 1)}. Die Projektionsoperatoren (durch Matrizenmultiplikation):
{\displaystyle {\hat {P}}_{\uparrow }\doteq {\bigl (}{\begin{smallmatrix}1\\0\end{smallmatrix}}{\bigr )}\cdot (1\ 0)\ ={\bigl (}{\begin{smallmatrix}1&0\\0&0\end{smallmatrix}}{\bigr )}\quad ,\ {\hat {P}}_{\downarrow }\doteq {\bigl (}{\begin{smallmatrix}0\\1\end{smallmatrix}}{\bigr )}\cdot (0\ 1)\ ={\bigl (}{\begin{smallmatrix}0&0\\0&1\end{smallmatrix}}{\bigr )}.}
Dies sind auch die Dichtematrizen für vollständig in {\displaystyle +z}- bzw. {\displaystyle -z}-Richtung polarisierte Elektronen.

### Polarisation in z-Richtung
Die {\displaystyle z}-Komponente des Spins hat die aus den Eigenwerten gebildete Diagonalmatrix {\displaystyle {\hat {s}}_{z}\doteq \left({\begin{smallmatrix}1/2&0\\0&-1/2\end{smallmatrix}}\right)\ .} Für das vorausgesagte Messergebnis ergibt sich für das Ensemble {\displaystyle {\hat {P_{\uparrow }}}} richtig
{\displaystyle \langle {\hat {s}}_{z}\rangle =\operatorname {Tr} ({\hat {P}}_{_{\uparrow }}\cdot {\hat {s}}_{z})=\operatorname {Tr} \left({\bigl (}{\begin{smallmatrix}1&0\\0&0\end{smallmatrix}}{\bigr )}\cdot {\bigl (}{\begin{smallmatrix}1/2&0\\0&-1/2\end{smallmatrix}}{\bigr )}\right)\ =\operatorname {Tr} {\bigl (}{\begin{smallmatrix}1/2&0\\0&0\end{smallmatrix}}{\bigr )}={\tfrac {1}{2}}.}
Für das Ensemble {\displaystyle {\hat {P}}_{\downarrow }} ergibt sich
{\displaystyle \langle {\hat {s}}_{z}\rangle =\operatorname {Tr} ({\hat {P}}_{\downarrow }\cdot {\hat {s}}_{z})=\operatorname {Tr} {\bigl (}{\begin{smallmatrix}0&0\\0&-1/2\end{smallmatrix}}{\bigr )}=-{\tfrac {1}{2}}.}

### Andere Polarisationsrichtung
Die Zustände von in {\displaystyle +x}- bzw. {\displaystyle -x}-Richtung polarisierten Elektronen sind
{\displaystyle \left|{\rightarrow }\right\rangle \doteq \left({\begin{smallmatrix}{\sqrt {1/2}}\\{\sqrt {1/2}}\end{smallmatrix}}\right)\;,\ \left|{\leftarrow }\right\rangle \doteq \left({\begin{smallmatrix}{\sqrt {1/2}}\\-{\sqrt {1/2}}\end{smallmatrix}}\right).}
Die Projektionsoperatoren dazu haben (in der Basis der {\displaystyle s_{z}}-Eigenzustände!) die Matrizen {\displaystyle {\hat {P}}_{\left|{\rightarrow }\right\rangle }\doteq {\bigl (}{\begin{smallmatrix}1/2&1/2\\1/2&1/2\end{smallmatrix}}{\bigr )}\;,\ {\hat {P}}_{\left|{\leftarrow }\right\rangle }\doteq {\bigl (}{\begin{smallmatrix}1/2&-1/2\\-1/2&1/2\end{smallmatrix}}{\bigr )}\ .}
Charakteristisch ist, dass dies keine Diagonalmatrizen sind und dass sich die verschiedenen Phasen, mit denen die {\displaystyle s_{z}}-Eigenzustände als ket-Vektoren hier überlagert wurden, in den Matrixelementen außerhalb der Hauptdiagonale wiederfinden. Das ist Ausdruck der kohärenten Überlagerung, durch die aus {\displaystyle s_{z}}-Eigenzuständen die {\displaystyle s_{x}}-Eigenzustände gebildet werden.

### Unpolarisiertes Ensemble
Sind die Elektronen je zur Hälfte in {\displaystyle \pm z}-Richtung polarisiert, heißt die Dichtematrix:
{\displaystyle {\hat {\rho }}\doteq {\tfrac {1}{2}}{\bigl (}{\begin{smallmatrix}1&0\\0&0\end{smallmatrix}}{\bigr )}\ +{\tfrac {1}{2}}{\bigl (}{\begin{smallmatrix}0&0\\0&1\end{smallmatrix}}{\bigr )}={\bigl (}{\begin{smallmatrix}1/2&0\\0&1/2\end{smallmatrix}}{\bigr )}={\tfrac {1}{2}}\cdot {\hat {1}}.}
Die gleiche Dichtematrix ergibt sich für ein Gemisch aus Elektronen, die zu je 50 % in {\displaystyle \pm x}-Richtung (oder in eine beliebige andere Richtung) polarisiert sind. Damit sind auch alle möglichen Messergebnisse identisch zu denen am Ensemble, das aus {\displaystyle \pm z}-polarisierten Elektronen gebildet wurde. Die ursprünglichen zur Definition des Ensembles benutzten Polarisationsrichtungen sind physikalisch (und damit auch begrifflich) nicht mehr zu unterscheiden: Es ist immer ein und dasselbe Ensemble entstanden.

### Gemisch verschiedener Polarisationsrichtungen
Beispielsweise für ein Gemisch aus Elektronen mit Spin in {\displaystyle (+z)}-Richtung und {\displaystyle (-x)}-Richtung mit Anteilen {\displaystyle p_{\uparrow }} bzw. {\displaystyle p_{\leftarrow }} heißt die Dichtematrix
{\displaystyle {\hat {\rho }}_{p_{_{\uparrow }},p_{_{\leftarrow }}}=p_{\uparrow }\;{\hat {P}}_{\left|{\uparrow }\right\rangle }+p_{\leftarrow }\;{\hat {P}}_{\left|{\leftarrow }\right\rangle }\doteq p_{\uparrow }\cdot {\bigl (}{\begin{smallmatrix}1&0\\0&0\end{smallmatrix}}{\bigr )}\ +p_{\leftarrow }\cdot {\bigl (}{\begin{smallmatrix}1/2&-1/2\\-1/2&1/2\end{smallmatrix}}{\bigr )}=\left({\begin{smallmatrix}p_{_{\uparrow }}+{\tfrac {p_{_{\leftarrow }}}{2}}&-{\tfrac {p_{_{\leftarrow }}}{2}}\\-{\tfrac {p_{_{\leftarrow }}}{2}}&{\tfrac {p_{_{\leftarrow }}}{2}}\end{smallmatrix}}\right).}
Der Erwartungswert des Spins in {\displaystyle \pm z}-Richtung ist dann
{\displaystyle \langle {\hat {s}}_{z}\rangle =\operatorname {Tr} ({\hat {\rho }}_{p_{_{\uparrow }},p_{_{\leftarrow }}}\cdot {\hat {s}}_{z})\doteq \operatorname {Tr} \left(\left({\begin{smallmatrix}p_{_{\uparrow }}+{\tfrac {p_{_{\leftarrow }}}{2}}&-{\tfrac {p_{_{\leftarrow }}}{2}}\\-{\tfrac {p_{_{\leftarrow }}}{2}}&{\tfrac {p_{_{\leftarrow }}}{2}}\end{smallmatrix}}\right)\cdot {\bigl (}{\begin{smallmatrix}1/2&0\\0&-1/2\end{smallmatrix}}{\bigr )}\right)=\operatorname {Tr} \left(\left({\begin{smallmatrix}{\tfrac {1}{2}}\left(p_{_{\uparrow }}+{\tfrac {p_{_{\leftarrow }}}{2}}\right)&{\tfrac {p_{_{\uparrow }}}{4}}\\-{\tfrac {p_{_{\leftarrow }}}{4}}&-{\tfrac {p_{_{\leftarrow }}}{4}}\end{smallmatrix}}\right)\right)={\tfrac {1}{2}}p_{\uparrow }.}
Die in ({\displaystyle -x})-Richtung polarisierten Elektronen tragen also erwartungsgemäß nichts zum Erwartungswert {\displaystyle \langle {\hat {s}}_{z}\rangle } bei.

## Formale Definition
Gegeben sei ein quantenmechanisches System, das auf einem Hilbertraum {\displaystyle \mathbf {H} } modelliert ist.
Ein beschränkter linearer Operator {\displaystyle {\hat {\rho }}} auf {\displaystyle \mathbf {H} } ist ein Dichteoperator, wenn gilt:
1. er ist hermitesch,
2. er ist positiv semidefinit,
3. er ist Spurklasse mit Spur gleich 1.

Obwohl die Begriffe Dichtematrix und Dichteoperator oft synonym gebraucht werden, besteht ein mathematischer Unterschied. Genau wie in der linearen Algebra eine Matrix die Basisdarstellung eines linearen Operators ist, kann in der Quantenmechanik zwischen abstraktem Dichteoperator und einer konkreten Dichtematrix in einer bestimmten Darstellung unterschieden werden. Ist {\displaystyle {\hat {\rho }}} ein Dichteoperator, so bezeichnet
{\displaystyle \rho (x,y)=\langle x|{\hat {\rho }}|y\rangle }
die Dichtematrix in Ortsdarstellung. Sie ist allerdings keine echte Matrix, da die Ortsdarstellung über ein Kontinuum von uneigentlichen Basisvektoren {\displaystyle |x\rangle } definiert ist, sondern ein so genannter Integralkern.
In endlichdimensionalen Hilberträumen (z. B. bei Spinsystemen) ergibt sich dagegen dann eine positiv semidefinite Matrix mit Spur 1, also eine echte Dichtematrix, wenn eine Orthonormalbasis {\displaystyle \mathbf {e} _{i}} gewählt wird:
{\displaystyle \rho _{ij}=\langle \mathbf {e} _{i}|{\hat {\rho }}|\mathbf {e} _{j}\rangle }.

## Eigenschaften
- Die Menge aller Dichteoperatoren ist eine konvexe Menge, deren Rand die Menge der reinen (quantenmechanischen) Zustände ist. Die Menge ist im Gegensatz zu klassischen Theorien kein Simplex, d. h. ein Dichteoperator ist im Allgemeinen nicht eindeutig als Konvexkombination von reinen Zuständen darstellbar.

- Die Wahrscheinlichkeit, bei der Messung einer Observablen {\displaystyle A} an einem System, das durch den Dichteoperator {\displaystyle {\hat {\rho }}} beschrieben wird, den Messwert {\displaystyle a} zu erhalten, ist gegeben durch

{\displaystyle p_{a}=\sum _{i}\left\langle a_{i}\right|{\hat {\rho }}\left|a_{i}\right\rangle =\operatorname {Tr} ({\hat {\mathbb {P} }}_{a}{\hat {\rho }}),}
wobei {\displaystyle \left|a_{i}\right\rangle } die orthonormierten Eigenvektoren zum Eigenwert {\displaystyle a} sind und {\displaystyle {\hat {\mathbb {P} }}_{a}} der Projektionsoperator auf den entsprechenden Eigenraum ist. Anschließend befindet sich das System im Zustand {\displaystyle {\frac {{\hat {\mathbb {P} }}_{a}{\hat {\rho }}{\hat {\mathbb {P} }}_{a}}{\operatorname {Tr} ({\hat {\mathbb {P} }}_{a}{\hat {\rho }}{\hat {\mathbb {P} }}_{a})}}.}
- Der Mittelwert der Messwerte (Erwartungswert) bei Messung einer Observablen {\displaystyle A} ist

{\displaystyle \left\langle {\hat {A}}\right\rangle =\operatorname {Tr} ({\hat {A}}{\hat {\rho }}).}

### Dichtematrix für reine Zustände
Besteht das Ensemble nur aus Systemen im selben reinen Zustand, so gilt für die Dichtematrix
{\displaystyle \operatorname {Tr} \,({\hat {\rho }}^{2})=\operatorname {Tr} \,({\hat {\rho }})=1}.
Für Zustandsgemische gilt stets {\displaystyle \operatorname {Tr} \,({\hat {\rho }}^{2})<1}.

### Dichtematrix für ein gleichverteiltes Ensemble
Ein {\displaystyle N}-Niveau-System, bei dem alle {\displaystyle N} Zustände gleich wahrscheinlich sind, hat die Dichtematrix
{\displaystyle {\hat {\rho }}={\frac {1}{N}}\ \mathbf {1} _{N}\ ,}
wobei {\displaystyle \mathbf {1} _{N}} die {\displaystyle N}-dimensionale Einheitsmatrix bezeichnet.

## Reduzierter Dichteoperator
Der reduzierte Dichteoperator bezieht sich auf ein herausgegriffenes Teilsystem eines zusammengesetzten Systems und dient dazu, die Ergebnisse von Messungen an dem Teilsystem vorherzusagen, wenn die übrigen Teile des Systems gar nicht mitbeobachtet werden. Der reduzierte Dichteoperator wurde 1930 durch Paul Dirac eingeführt.
Sind {\displaystyle A} und {\displaystyle B} zwei Systeme mit (normierten) Zuständen {\displaystyle |\psi _{A}\rangle \,,|\varphi _{B}\rangle } in ihrem jeweiligen Hilbertraum {\displaystyle \mathbb {H} _{A},\ \mathbb {H} _{B}}, dann hat das zusammengesetzte System {\displaystyle A+B} den Tensorraum {\displaystyle \mathbb {H} _{A}\otimes \mathbb {H} _{B}} zum Hilbertraum. Das Gesamtsystem befindet sich in einem separablen Zustand {\displaystyle |\psi _{A}\rangle \,|\varphi _{B}\rangle \in \mathbb {H} _{A}\otimes \mathbb {H} _{B}}, wenn feststeht, dass die beiden Teilsysteme sich in den Zuständen {\displaystyle |\psi _{A}\rangle } bzw. {\displaystyle |\varphi _{B}\rangle } befinden. Allgemein befindet sich das Gesamtsystem in einem Zustand
{\displaystyle |\Psi \rangle =\sum _{ik}\,c_{ik}\,|\psi _{Ai}\rangle \,|\varphi _{Bk}\rangle }
(mit orthonormierten Basisvektoren {\displaystyle |\psi _{Ai}\rangle \,,\,|\varphi _{Bk}\rangle } und Konstanten {\displaystyle c_{ik}} ), der als verschränkt bezeichnet wird, wenn er sich nicht als separabler Zustand darstellen lässt.
Für eine Observable des Teilsystems {\displaystyle A} ist der Operator {\displaystyle {\hat {O}}_{\!A}} zunächst nur im Hilbertraum {\displaystyle \mathbb {H} _{A}} definiert. Für die Messung dieser, nur das System {\displaystyle A} betreffenden Observablen am Gesamtsystem muss der Operator gemäß {\displaystyle {\hat {O}}_{\!A}\otimes {\hat {\mathbf {1} }}_{B}} zu einem Operator auf {\displaystyle \mathbb {H} _{A}\otimes \mathbb {H} _{B}} erweitert werden, wobei {\displaystyle {\hat {\mathbf {1} }}_{B}} der Einheitsoperator in {\displaystyle \mathbb {H} _{B}} ist.
Ist der Zustand des Systems separabel, dann ergibt sich der Erwartungswert
{\displaystyle \langle \psi _{A}|\,\langle \varphi _{B}|\,\left({\hat {O}}_{\!A}\otimes {\hat {\mathbf {1} }}_{B}\right)\,|\psi _{A}\rangle \,|\varphi _{B}\rangle =\langle \psi _{A}|\,{\hat {O}}_{\!A}|\psi _{A}\rangle \cdot \langle \varphi _{B}|{\hat {\mathbf {1} }}_{B}\,|\varphi _{B}\rangle =\langle \psi _{A}|\,{\hat {O}}_{\!A}|\psi _{A}\rangle \ .}
Das stimmt mit dem Ergebnis überein, das man erhält, wenn man das Teilsystem {\displaystyle A} von vornherein als ein isoliertes System betrachtet.
Im Allgemeinen hingegen folgt für den Erwartungswert:
{\displaystyle {\begin{aligned}\langle \Psi |\,\left({\hat {O}}_{\!A}\otimes {\hat {\mathbf {1} }}_{B}\right)\,|\Psi \rangle &=\sum _{ik\,i'k'}c_{ik}c_{i'k'}^{*}\langle \psi _{Ai'}|\,{\hat {O}}_{\!A}|\psi _{Ai}\rangle \cdot \langle \varphi _{Bk'}|{\hat {\mathbf {1} }}_{B}\,|\varphi _{Bk}\rangle \\&=\sum _{ii'}\left(\sum _{k}c_{ik}c_{i'k}^{*}\right)\langle \psi _{Ai'}|\,{\hat {O}}_{\!A}|\psi _{Ai}\rangle =\operatorname {Tr} ({\hat {\rho }}_{\!A}\,{\hat {O}}_{\!A})\,.\end{aligned}}}
Darin ist mit
{\displaystyle (\rho _{\!A})_{ii'}=\sum _{k}c_{ik}c_{i'k}^{*}}
der reduzierte Dichteoperator für das Teilsystem {\displaystyle A} definiert, wenn das Gesamtsystem im Zustand {\displaystyle \Psi } ist. Er ist ein Operator im Raum {\displaystyle \mathbb {H} _{A}} und entsteht aus der Matrix des Dichteoperators für das Gesamtsystem
{\displaystyle (\rho _{\!A+B})_{iki'k'}=c_{ik}c_{i'k'}^{*}},
wenn nur die Glieder mit {\displaystyle k=k'} betrachtet werden und durch Summierung über den Index  {\displaystyle k=k'}  der Basiszustände des Teilsystems {\displaystyle B} eine partielle Spur gebildet wird.
Der reduzierte Dichteoperator hängt nicht von der Wahl des Operators {\displaystyle {\hat {O}}_{\!A}} ab. Daher gilt die Formel
{\displaystyle \langle \Psi |\,\left({\hat {O}}_{\!A}\otimes {\hat {\mathbf {1} }}_{B}\right)\,|\Psi \rangle =\operatorname {Tr} ({\hat {\rho }}_{\!A}\,{\hat {O}}_{\!A})}
mit demselben {\displaystyle {\hat {\rho }}_{\!A}} für jeden Operator {\displaystyle {\hat {O}}_{\!A}}. Mithin ermöglicht der reduzierte Dichteoperator die Berechnung sämtlicher Erwartungswerte von Observablen, die nur das Teilsystem  {\displaystyle A} betreffen, und stellt damit die vollständige Beschreibung des Zustands dieses Teilsystems dar.
Eine einfache Interpretation des reduzierten Dichteoperators ergibt sich, wenn man bei gegebenem {\displaystyle {\hat {O}}_{\!A}} (mit Eigenwerten {\displaystyle X_{i}}) für die Basiszustände {\displaystyle |\psi _{Ai}\rangle } die Eigenvektoren dieses Operators wählt. Dann ist der Erwartungswert von {\displaystyle {\hat {O}}_{\!A}} ein inkohärent gewichteter Mittelwert von dessen Eigenwerten:
{\displaystyle \operatorname {Tr} ({\hat {\rho }}_{\!A}\,{\hat {O}}_{\!A})=\sum _{i}\left(\sum _{k}|c_{ik}|^{2}\right)X_{i}.\ }
Für den Fall, dass das Teilsystem  {\displaystyle A} sich in einem dieser Eigenzustände  {\displaystyle |\psi _{A{i_{0}}}\rangle } befindet, so dass das Gesamtsystem in einem separablen Zustand vorliegt, z. B. {\displaystyle |\psi _{A{i_{0}}}\rangle |\varphi _{B}\rangle }, ergibt diese Formel das erwartete Ergebnis {\displaystyle \operatorname {Tr} ({\hat {\rho }}_{\!A}\,{\hat {O}}_{\!A})=X_{i_{0}},} denn alle Glieder mit Index {\displaystyle i\neq i_{0}} sind Null, und die Summe {\displaystyle \left(\sum _{k}|c_{i_{0}k}|^{2}\right)} ist die Norm von {\displaystyle |\varphi _{B}\rangle }, also gleich 1.

## Einteilchendichteoperator
Der Einteilchendichteoperator ist bei einem Vielteilchensystem der auf den Hilbertraum eines Teilchens reduzierte Dichteoperator. Bei Systemen identischer Teilchen genügt die Kenntnis des Einteilchendichteoperators, um Erwartungswerte und Übergangsmatrixelemente jedes Operators auszurechnen, der die Summe von Einteilchenoperatoren ist. Das betrifft z. B. die kinetische Energie und die potenzielle Energie in einem äußeren Feld und ist daher ein wichtiges Hilfsmittel bei der Modellierung der Elektronenhülle von Atomen und Molekülen. Die Berechnungen werden häufig in Ortsdarstellung durchgeführt, also basierend auf der N-Teilchen-Wellenfunktion {\displaystyle \Psi ({\vec {r}}_{1},m_{s1},\,{\vec {r}}_{2},m_{s2},\ldots ,\,{\vec {r}}_{N},m_{sN},)}. Darin sind {\displaystyle {\vec {r}}_{i},m_{si},} die Orts- und Spinkoordinate des i-ten Teilchens. In der Matrixdarstellung treten sie hier als z. T. kontinuierliche Indizes auf und werden deshalb nicht als unterer Index, sondern wie das Argument einer Funktion geschrieben. Die Dichtematrix des Gesamtsystems heißt
{\displaystyle \rho ({\vec {r}}_{1}',m_{s1}',\,{\vec {r}}_{2}',m_{s2}',\ldots ,\,{\vec {r}}_{N}',m_{sN}',\ {\vec {r}}_{1},m_{s1},\,{\vec {r}}_{2},m_{s2},\ldots ,\,{\vec {r}}_{N},m_{sN})}
{\displaystyle =\Psi ^{*}({\vec {r}}_{1}',m_{s1}',\,{\vec {r}}_{2}',m_{s2}',\ldots ,\,{\vec {r}}_{N}',m_{sN}')\cdot \Psi ({\vec {r}}_{1},m_{s1},\,{\vec {r}}_{2},m_{s2},\ldots ,\,{\vec {r}}_{N},m_{sN}).}
Die Einteilchendichtematrix ist dann
{\displaystyle \rho _{1}({\vec {r}}',s',\ {\vec {r}},s)=\sum _{m_{s2},\ldots m_{sN}}\int _{\mathrm {d} V_{2}\ldots \mathrm {d} V_{N}}\Psi ^{*}({\vec {r}}',s',\,{\vec {r}}_{2},m_{s2},\ldots ,\,{\vec {r}}_{N},m_{sN})\cdot \Psi ({\vec {r}},s,\,{\vec {r}}_{2},m_{s2},\ldots ,\,{\vec {r}}_{N},m_{sN}).}
Die Wahl der (N-1) Integrations- (bzw. Summations-)variablen mit den Nummern 2 bis {\displaystyle N} ist beliebig, da die Wellenfunktion bei identischen Teilchen gegenüber Umnummerierung höchstens das Vorzeichen wechselt und daher für die Einteilchendichtematrix immer dasselbe Ergebnis herauskommt.
Das Diagonalelement {\displaystyle \rho _{1}({\vec {r}},s,\,{\vec {r}},s)} gibt die Gesamtdichte an, die die {\displaystyle N} Teilchen am Ort {\displaystyle {\vec {r}}} mit Spinrichtung {\displaystyle m_{s}} bilden.
Da der Einteilchendichteoperator {\displaystyle {\hat {\rho }}_{1}} hermitesch ist, gibt es eine Basis {\displaystyle \{|\chi _{n}\rangle \,,n=1,2,\ldots \}} aus Eigenzuständen: {\displaystyle {\hat {\rho }}_{1}|\chi _{n}\rangle =\lambda _{n}|\chi _{n}\rangle }. Für die Eigenwerte gilt {\displaystyle 0\leq \lambda _{n}\leq 1} und {\displaystyle \sum _{n}\lambda _{n}=N}. Die {\displaystyle N} Eigenzustände mit den größten Eigenwerten heißen natürliche Orbitale. Wenn man jedes natürliche Orbital mit einem Teilchen besetzt, also einen Zustand in Form der Slater-Determinante bildet, stellt diese die beste Annäherung an die ursprüngliche N-Teilchen-Wellenfunktion {\displaystyle \Psi } dar, die man im Rahmen eines Einzelteilchenmodells in Bezug auf die gesamte Teilchendichte erreichen kann.

## Zeitentwicklung
Aus der Schrödingergleichung, die die Zeitentwicklung (Dynamik) reiner Quantenzustände beschreibt, kann man unmittelbar die Zeitentwicklung eines Zustandsgemischs ableiten. Dazu benutzt man eine beliebige Zerlegung der Dichtematrix in reine Zustände, deren Dynamik der Schrödinger-Gleichung genügt, und berechnet daraus die Dynamik des Zustandsgemischs zu
{\displaystyle {\frac {\partial {\hat {\rho }}}{\partial t}}={\frac {\mathrm {i} }{\hbar }}\left[{\hat {\rho }},{\hat {H}}\right],}
wobei {\displaystyle {\hat {H}}} der Hamilton-Operator des Systems ist. Diese Gleichung ist als von-Neumannsche Bewegungsgleichung bekannt (nicht zu verwechseln mit der Heisenbergschen Bewegungsgleichung).
Diese Differentialgleichung kann man für zeitunabhängige Hamilton-Operatoren lösen und erhält mit dem unitären Zeitentwicklungs-Operator {\displaystyle {\hat {U}}(t)=\mathrm {e} ^{-\mathrm {i} Ht/\hbar }} die Gleichung
{\displaystyle {\hat {\rho }}(t)={\hat {U}}(t)\;{\hat {\rho }}(0)\;{\hat {U}}^{\dagger }(t)}.
Diese Lösung kann man durch Einsetzen leicht überprüfen.
Bemerkenswert ist hierbei, dass für den Operator {\displaystyle {\hat {U}}(t)} die übliche Heisenbergsche Bewegungsgleichung nicht gilt, da der Zeitentwicklungsoperator der direkt aus der Schrödingergleichung abgeleiteten Dynamik {\displaystyle \mathrm {i} \hbar \partial _{t}U(t)=H(t)U(t)} gehorcht. Auch die Zeitentwicklung des Operators {\displaystyle \rho } durch den Zeitentwicklungsoperator {\displaystyle {\hat {U}}(t)} erfolgt nicht gemäß der üblichen Zeitentwicklungsgleichung für Operatoren ({\displaystyle U(t)^{\dagger }AU(t)} für eine gewöhnliche Observable A), was jedoch verständlich ist, da {\displaystyle {\hat {\rho }}(t)={\hat {U}}(t)\;{\hat {\rho }}(0)\;{\hat {U}}^{\dagger }(t)=\sum _{i}p_{i}U(t)|\psi (0)\rangle \langle \psi (0)|U(t)^{\dagger }=\sum _{i}p_{i}|\psi (t)\rangle \langle \psi (t)|.}

## Entropie
Mit Hilfe des Dichteoperators {\displaystyle {\hat {\rho }}} lässt sich die Von-Neumann-Entropie eines Systems wie folgt definieren:
{\displaystyle S=-k_{\mathrm {B} }\operatorname {Tr} \left({\hat {\rho }}\ln {\hat {\rho }}\right),}
wobei {\displaystyle k_{\mathrm {B} }} die Boltzmannkonstante ist, und die Spur über dem Raum {\displaystyle \mathbf {H} } genommen ist, in dem {\displaystyle {\hat {\rho }}} operiert.
Die Entropie jedes reinen Zustands ist Null, da als Eigenwerte des Dichteoperators nur 0 und 1 vorkommen. Dies stimmt mit der heuristischen Argumentation überein, dass keine Unsicherheit über die Präparation des Zustandes herrscht. Bei allen echten Zustandsgemischen liegen mindestens zwei Eigenwerte des Dichteoperators zwischen 0 und 1, Gemische haben daher positive Entropie.
Die zeitliche Entwicklung des Systems gemäß einer Schrödingergleichung lässt die Entropie konstant, weil der Dichteoperator dabei immer eine unitäre Transformation durchläuft. Das stellt eine Verbindung zwischen Reversibilität eines Prozesses und seiner eventuellen Entropieänderung her – ein fundamentales Ergebnis, das die Quantenmechanik mit der Informationstheorie und der Thermodynamik verbindet. Ein echtes Zustandsgemisch kann demnach auf diesem Weg nicht in einen reinen Zustand übergehen.